# Jo també em quedo a casa
Jo també em quedo a casa és una sèrie de televisió de TV3 estrenada l'1 d'abril del 2020, dirigida per Sergi Cervera i amb guió de Sergi Cervera i Blanca Bardagil. És una tragicomèdia de 20 episodis en què tots els personatges es comuniquen utilitzant només les xarxes socials, en el marc de la pandèmia per coronavirus de 2019-2020.

## Argument
Amb una pandèmia galopant, ningú no pot sortir al carrer. Això ha deixat en Muç i la Marina confinats a la mateixa casa tot i ser exparella. Per no haver de conviure junts han decidit aïllar-se en zones separades. D'altra banda, els seus amics Riqui i Sara, una parella que fa molt poc temps que surten junts, han d'estar separats sense poder-se veure. Gràcies a les xarxes socials es podran comunicar entre ells i també amb altres persones.

## Repartiment

### Repartiment principal
- Sergi Cervera com a Muç
- Mar Ulldemolins com a Marina
- Mariona Ribas com a Sara
- Dafnis Balduz com a Riqui
- Jordi Cadellans com a Robert
- Peter Vives com a Larry
- Diana Roig com a Gal·la
- Bernat Mestre com a Martí

#### Amb la col·laboració especial de
- José Corbacho com a Sebas

### Repartiment secundari
- Anna Bertran com a Gladis